# Maria z Trapezuntu

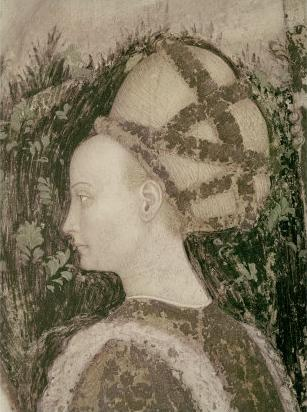
Maria z Trapezuntu na fresku Święty Jerzy i królewna Pisanella

Maria Komnena (gr. Μαρία Μεγάλη Κομνηνή; zm. 17 grudnia 1439) – cesarzowa bizantyńska w latach 1427-1439, żona Jana VIII Paleologa.

## Życiorys
Była córką Aleksego IV, cesarza Trapezuntu i Teodory Kantakuzen. Od 1427 była żoną Jana VIII Paleologa. W oczach współczesnych uchodziła za bardzo piękną kobietę. 